# Carlos Hernández Valverde
Carlos Gerardo Hernández Valverde (San José, Costa Rica, 9 de abril de 1982) es un exfutbolista costarricense que jugaba como centrocampista.

## Trayectoria
Es oriundo de San Francisco de Calle Blancos, en San José.
Inició su carrera profesional en las ligas menores de la Liga Deportiva Alajuelense. Sin embargo, en 2000 fue cedido a préstamo a la UCR, club con el que debutó en la Primera División en 2001, cuando contaba con 19 años.
En 2002 pasó al primer equipo de la Liga Deportiva Alajuelense. Luego de cosechar grandes éxitos a nivel nacional e internacional, fue contratado por el Melbourne Victory australiano en 2007. En 2012 partió a la India para jugar en el Prayag United, aunque en 2013 regresó a la A-League, esta vez para jugar en el Wellington Phoenix. Luego de una pobre campaña con el club oceánico, rescindiría su contrato para regresar a su país a mediados de 2014. 
Para el torneo de Invierno 2014, firmó con el Club Sport Cartaginés, de la Primera División de Costa Rica.

## Selección nacional
Se ha destacado por defender la selección de fútbol de Costa Rica en diferentes categorías, como en la Copa Mundial de Fútbol Juvenil jugada en Argentina en el 2001, al igual que cuando representó al país con el equipo sub-23 en los Juegos Olímpicos de Atenas 2004.
Ha sido internacional con Costa Rica en 41 oportunidades y ha anotado 7 goles.

#### Participaciones en Copas del Mundo
| Mundial                   | Sede      | Resultado        |
| ------------------------- | --------- | ---------------- |
| Copa Mundial Juvenil 2001 | Argentina | Octavos de final |
| Copa Mundial 2006         | Alemania  | Primera Ronda    |

## Clubes

### Como jugador
| Club                       | País          | Año         |
| -------------------------- | ------------- | ----------- |
| UCR Fútbol Club (Préstamo) | Costa Rica    | 2001        |
| L. D. Alajuelense          | Costa Rica    | 2002-2007   |
| Melbourne Victory F. C.    | Australia     | 2007-2012   |
| Prayag United S. C.        | India         | 2012-2013   |
| Wellington Phoenix         | Nueva Zelanda | 2013-2014   |
| C. S. Cartaginés           | Costa Rica    | 2014        |
| Dempo S. C.                | India         | 2015        |
| CSD Municipal              | Guatemala     | 2015        |
| A. D. Carmelita            | Costa Rica    | 2016        |
| Municipal Pérez Zeledón    | Costa Rica    | 2017        |
| Municipal Liberia          | Costa Rica    | 2017        |
| Puntarenas F. C.           | Costa Rica    | 2018 - 2019 |

### Como director técnico
| Club          | País       | Año  |
| ------------- | ---------- | ---- |
| PFA Antioquia | Costa Rica | 2024 |

### Como segundo director técnico
| Club          | País       | Año       |
| ------------- | ---------- | --------- |
| Barrio México | Costa Rica | 2020-2021 |
| A. D. Cariari | Costa Rica | 2023      |
| C. D. Pavas   | Costa Rica | 2023      |

## Palmarés

### Títulos nacionales
| Título                         | Club                            | País       | Año  |
| ------------------------------ | ------------------------------- | ---------- | ---- |
| Primera División de Costa Rica | L. D. Alajuelense               | Costa Rica | 2002 |
| Primera División de Costa Rica | L. D. Alajuelense               | Costa Rica | 2003 |
| Primera División de Costa Rica | L. D. Alajuelense               | Costa Rica | 2005 |
| A-League                       | Melbourne Victory Football Club | Australia  | 2009 |
| Torneo de Copa de Costa Rica   | Club Sport Cartaginés           | Costa Rica | 2014 |

### Títulos internacionales
| Título                           | Club                    | Sede        | Año  |
| -------------------------------- | ----------------------- | ----------- | ---- |
| Copa Interclubes de la Uncaf     | L. D. Alajuelense       | Alajuela    | 2002 |
| Copa de Campeones de la Concacaf | L. D. Alajuelense       | Alajuela    | 2004 |
| Copa Interclubes de la Uncaf     | L. D. Alajuelense       | Alajuela    | 2005 |
| Copa de Naciones UNCAF           | Selección de Costa Rica | El Salvador | 2007 |